# Шериф Мустафа Дібба
Шериф Мустафа Дібба (10 січня 1937, Салікене, округ Північний Берег, район Центральний Баддібу, протекторат Гамбія — 2 червня 2008, Банжул, Гамбія) — гамбійський політичний діяч, віце-президент Гамбії (1970—1972).

## Біографія
У 1960 р. обраний депутатом Національних зборів.
У 1962—1966 рр. — міністр у справах місцевого самоврядування та земельних ресурсів;
у 1966—1968 рр. — міністр громадських робіт і комунікацій;
у 1968—1972 рр. — міністр фінансів.
У 1970—1972 рр. — одночасно віце-президент Гамбії.
У 1972—1974 рр. — Посол у Бельгії.
У 1974—1975 рр. — міністр економічного планування.
У 1975 р. йде у відставку через розбіжності з прем'єр-міністром Дауда Кайраба Джавара.
У вересні 1975 р. створює Партію національного конвенту (ПНК).
У 1981 р.заарештований після спроби державного перевороту, який був придушений сенегальськими військами. Затриманий на 11 місяців за звинуваченням у державній зраді, але потім виправданий і звільнений.
Невдало балотувався на президентських виборах 1977, 1982 і 2001 рр.
Після поразки на президентських виборах 2001 р. переходить з ПНК в «Альянс за патріотичну переорієнтацію і творення».
У 2002—2006 рр. — спікер Національних зборів Гамбії.
У 2006 р. знятий з посади за звинуваченням в участі в спробі державного перевороту 21 березня 2006 р., затриманий на два тижні, але потім відпущений на свободу.